# Nikolaus Thilmany
Johann Nikolaus Cäsar Thilmany (* 27. August 1806 in Bitburg; † 4. August 1885 in Bonn) war ein preußischer Verwaltungsbeamter und Landrat des Landkreises Bitburg.

## Leben
Nikolaus Thilmany war ein Sohn des Notars Jean Baptist Thilmany und dessen Ehefrau Caroline, geb. Pirsch. Nachdem er die Reifeprüfung 1825 am Friedrich-Wilhelms-Gymnasium in Trier abgelegt hatte, absolvierte er von 1825 bis 1828 an der Ruprecht-Karls-Universität in Heidelberg ein Studium der Rechtswissenschaften.

### Laufbahn als Jurist
Ab dem 8. Dezember 1829 war er zunächst Auskultator beim Hofgericht Arnsberg und im Anschluss war er dort ab Februar 1832 Gerichtsreferendar. Ab Mai 1832 war er am Landgericht Trier tätig, wo er am 26. Oktober 1835 seine Bestallung als Gerichtsassessor erhielt. In gleicher Funktion war er ab dem 28. Januar 1837 am Landgericht Saarbrücken tätig, bis er gemäß einem Versetzungserlass mittels Allerhöchster Kabinettsorder (AKO) am 28. Januar 1838 als Landrat in den Landkreis Bitburg versetzt wurde. Nach seiner Amtseinführung am 5. April 1838 setzte er sich für die Förderung der Landwirtschaft und die Linderung der Not der Bevölkerung ein.

### Politische Tätigkeit und Suspendierung
Im Jahr 1848 kam er als gewählter Vertreter Bitburgs in das Frankfurter Vorparlament. Thilmany engagierte sich sehr für die revolutionäre Bewegung und sprach auf Volksversammlungen. In Bitburg war er für einige Zeit der Vorsitzende des Demokratischen Vereins. Als jedoch seine Freundschaft zum linksdemokratischen Politiker Karl Grün und Philipp André (1817–1892) einem weiteren Anhänger der Demokratiebewegung im Kreis Bitburg, bekannt wurde, entzogen die Behörden Thilmany das Vertrauen und suspendierten ihn am 14. September 1849 vom Dienst. In einem Disziplinarverfahren wurde er angeklagt und mit dem Vorwurf konfrontiert „die Bevölkerung in Unruhe versetzt zu haben“ und auch beim Prümer Zeughaussturm beteiligt gewesen zu sein.
Als das Verfahren gegen ihn beendet war, wurde er durch Beschluss am 13. September 1851 in ein anderes Amt mit gleichem Rang und Einkommen, ohne Erstattung der Umzugskosten, versetzt. Letztlich verlor er nicht nur seine Dienststelle in Bitburg, sondern auch über die Dauer des Verfahrens einen beträchtlichen Teil seines Vermögens. Während der Jahre, die er in Not lebte, redigierte er den Eifeler Bauernfreund. Am 25. Mai 1852 wurde er auf Anordnung des Staatsministeriums (mittels Allerhöchster Kabinettsorder zum 21. Juni 1852) aus dem Dienst entlassen. Eine Rehabilitation ist nie erfolgt.

### Generalsekretär des Landwirtschaftlichen Vereins für Rheinpreußen
1853 nahm er eine Anstellung beim Landwirtschaftlichen Verein für Rheinpreußen in Bonn an, wo er sich für die Not der landwirtschaftlichen Bevölkerung in Wort und Schrift einsetzte. Von 1855 bis 1879 war er Generalsekretär dieses Vereins und erwarb sich große Verdienste. Thilmany galt als Freund und Förderer des Sozialreformer Raiffeisens und betätigte sich zuletzt noch im Vorstand der Deutschen Fortschrittspartei in Bonn. Am 31. Dezember 1879 wurde er pensioniert.

## Ehrungen
- 1872: Ernennung zum ersten Ehrenbürger der Stadt Bitburg.[3]

## Familie
Thilmany war seit dem 7. Oktober 1839 in Luxemburg mit Anna Margareta Friederike, geb. Müller (* Conz 6. Juni 1817), Tochter des „propriétaire“ (deutsch: Eigentümer) Louis Bertrand Müller und dessen Ehefrau Elisabeth, geb. Well, verheiratet.